# 대만단결연맹
대만단결연맹(台灣團結聯盟, Taiwan Solidarity Union 약자 TSU)은 중화민국의 정당이다. 주석은 황쿤후이(제3대)이다. 리덩후이를 정신적 지도자로 하고 있다.
2001년 리덩후이를 지지하는 국민당 대만 본토파의 입법 위원(국회 의원)이 탈당해 결성하였다. 국가의 정체성이나 대중국 관계에서는 민주진보당과 비슷한 '대만 본토·주체성'을 강조해 '대만 독립'을 주장하지만 다소 보수적인 정당으로 간주되고 있었다.

## 이념
대만 내에서 대만의 독립에 가장 열성적인 당으로 인식된다. 그러나, 반공주의 노선을 기본으로 전제하고 있으며, 미국과 일본을 극단적으로 지지하는 한편, 미국 주도의 인권, LGBT 운동을 지지할 뿐, 노동자와 농민에 대한 장기적인 정책을 주장하는 당은 아니기에 엄연히 좌익 정당이라고 분류할 수 없다.

## 역대 주석
- 황주원 (2001 ~ 2004)
- 쑤진창 (2004 ~ 2007)
- 황쿤후이 (2007 ~ )

## 같이 보기
- 대만단결연맹 야스쿠니 신사 참배 사건